# Zdemyslice
Zdemyslice (en allemand : Domislitz) est une commune du district de Plzeň-Sud, dans la région de Plzeň, en République tchèque. Sa population s'élevait à 632 habitants en 2022.

## Géographie
Zdemyslice est arrosée par la rivière Úslava et se trouve à 7 km à l'ouest de Spálené Poříčí, à 19 km au sud-est de Plzeň et à 85 km au sud-ouest de Prague.
La commune est limitée par Žákava au nord, par Blovice à l'est et au sud-est, par Seč au sud-ouest, et par Chlum et Vlčtejn à l'ouest.

## Histoire
La première mention écrite de la localité date de 1115.

## Transports
Par la route, Zdemyslice se trouve à 3 km de Blovice, à 21 km de Plzeň et à 104 km de Prague.